# Gustav Becking
Gustav Wilhelm Becking (* 4. März 1894 in Bremen; † 9. Mai 1945 in Prag) war ein Musikwissenschaftler und Professor an der Karl-Ferdinands-Universität in Prag.

## Leben
Gustav Becking studierte an den Universitäten in Leipzig, Heidelberg und Berlin Musikwissenschaften und wurde im Jahre 1920 in Leipzig zum Doktor der Philosophie promoviert, habilitierte sich 1922 an der Universität Erlangen und wurde 1928 außerordentlicher Professor. Im Jahre 1930 als ordentlicher Professor für Musikgeschichte an der Karl-Ferdinands-Universität in Prag war er Vorstandsmitglied der deutschen Akademie für Musik und darstellende Kunst und Leiter der Musikabteilung. Im Jahre 1937 und 1938 fanden durch seine Initiative Musikfestspiele in Teplitz-Schönau (Teplice) in Westböhmen statt. 1938 wurde er zum korrespondierenden Mitglied der Göttinger Akademie der Wissenschaften gewählt. Becking beantragte am 13. April 1939 die Aufnahme in die NSDAP und wurde rückwirkend zum 1. April desselben Jahres aufgenommen (Mitgliedsnummer 7.165.012). Die Forschungsschwerpunkte von Gustav Becking waren die Musikepochen der Bevölkerungsschichten in Böhmen. Becking wurde zum Ende des Zweiten Weltkriegs zum Volkssturm einberufen und kam einen Tag nach Kriegsende in Prag ums Leben.
Becking war Alter Herr des Akademischen Gesangvereins Heidelberg.

## Werke
- Studien zu Beethovens Personalstil. Das Scherzothema. Breitkopf & Härtel, Leipzig 1921.
- Der musikalische Rhythmus als Erkenntnisquelle. Benno Filser Verlag, Augsburg 1928 (Nachdruck Ichthys, Stuttgart 1958).